# Koncert Live 8 w Londynie

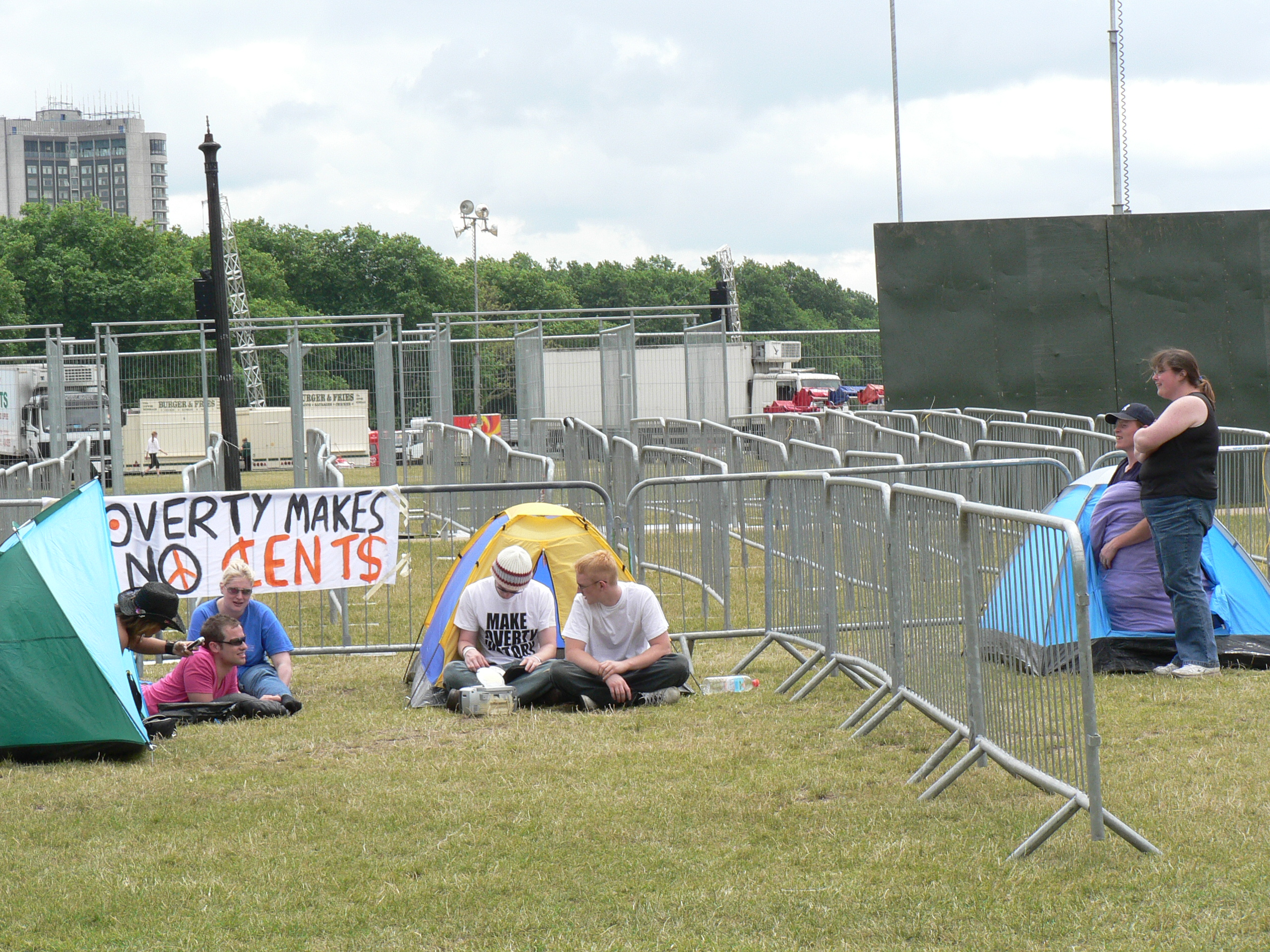
Ludzie przed koncertem

Koncert Live 8 w Londynie był głównym koncertem rozegranym w ramach koncertów z serii Live 8. Rozpoczął się  2 lipca 2005 r. o 13.00 UTC na Hyde Parku w Londynie, w Wielkiej Brytanii i zakończył się o 20.30. Koncert poprowadził Bob Geldof, pomysłodawca Live 8. Na miejscu koncertu zgromadziło się 150 tysięcy osób, a kolejne 50 tysięcy oglądało go na telebimach zgromadzonych wokół parku.
Na koncercie pojawił się także Bill Gates, który pochwalił inicjatywę Geldofa.

## Artyści
- Paul McCartney i U2 – Sgt Pepper’s Lonely Hearts Club Band
- U2 – Beautiful Day, Vertigo, One
- Coldplay – In My Place, Fix You
- Coldplay i Richard Ashcroft – Bittersweet Symphony
- Elton John – Saturday Night’s Alright for Fighting, The Bitch is Back
- Elton John i Pete Doherty – Children of the Revolution
- Dido – Life for Rent, White Flag, Thank You
- Stereophonics
- R.E.M. – The One I Love, Losing My Religion, Imitation of Life, Everybody Hurts
- Ms. Dynamite – Dy-na-mi-tee, Judgement Day, Redemption Song
- Keane – Everybody’s Changing, Somewhere Only We Know, Bedshaped
- Travis – Sing, Turn, Why Does It Always Rain On Me?
- Annie Lennox – Walking on Broken Glass, Sisters are Doin' It for Themselves, Sweet Dreams
- UB40 – Food for Thought, Red Red Wine
- Snoop Dogg
- Razorlight – Somewhere Else, Golden Touch, Vice
- Madonna – Like a Prayer, Music, Ray of Light
- Snow Patrol – Chocolate, Run
- Joss Stone – I Had a Dream, Super Duper Love
- Scissor Sisters – Laura, Take Your Mama
- Velvet Revolver
- The Killers
- Sting – Every Breath You Take, Message in a Bottle, Desert Rose
- Mariah Carey – Make It Happen, Vision of Love
- Robbie Williams – We Will Rock You, Let Me Entertain You, Feel, Angels
- The Who – Who Are You, Won’t Get Fooled Again, Baba O’Riley
- Pink Floyd – Breathe/Breathe Reprise, Money, Wish You Were Here, Comfortably Numb
- Paul McCartney – Get Back, Drive My Car (z George’em Michaelem), Helter Skelter, The Long and Winding Road
- Finał z udziałem prawie wszystkich wykonawców: Hey Jude